# Marta Neira Muñoz
Marta Silvia Neira Muñoz (Santiago, 1 de enero de 1945) fue una secretaria chilena y militante del MIR. Detenida por agentes de la DINA el 9 de diciembre de 1974 a los 29 años. Su nombre forma parte de la Operación Colombo. Su conviviente César Arturo Negrete Peña también es un detenido desaparecido. Es una de las mujeres detenidas desaparecidas de la dictadura militar en Chile.

## Una secretaria detenida por la DINA
Marta Neira creció en la localidad de Isla de Maipo. Su padre había sido perseguido por pertenecer al Partido Comunista  en tiempos de González Videla, que ilegalizó al partido. Cuando la familia se trasladó a Santiago, estudió en el Liceo 5. Su rostro, de tez tostada y sonrisa perfecta fue una vez portada de la revista juvenil Ramona que editaba Quimantú, donde trabajó hasta el 11 de septiembre.
Marta Neira Muñoz, fue detenida el 9 de diciembre de 1974, por cuatro agentes de la Dirección de Inteligencia Nacional (DINA) que se movilizaban en una camioneta. Fue conducida hasta el recinto secreto de detención y tortura de la DINA ubicado en calle Irán con Los Plátanos, conocido como "La Venda Sexy" donde fue vista por numerosos testigos. Marta Neira desapareció desde ese recinto. Luego de su detención, fue detenido su novio, César Arturo Negrete Peña, por agentes de la DINA y actualmente desaparecido. También los agentes detuvieron a su madre, Amalia Muñoz López, y una amiga de ella, Alicia Bravo. Todos ellos fueron llevados a "La Venda Sexy", quedando las dos mujeres en libertad al día siguiente. César Negrete, fue trasladado a Villa Grimaldi, desde donde se perdió su rastro. Amalia Muñoz recuerda que se trataba de una casa grande, de dos pisos, con césped a la entrada y en la que se escuchaba mucho ruido de vehículos que entraban y salían con personas. También escuchó gritos de dolor y una radio a todo volumen”.
Marta Neira Muñoz fue compañera de reclusión de ex presas políticas que han relatado su testimonio en el recinto denominado "La Venda Sexy".  Beatriz Constanza Bataszew Contreras, señala que fue detenida el 12 de diciembre de 1974 por agentes de la DINA que llevaban consigo a Mario Fernando Peña Solari, actualmente desaparecido. Beatriz permaneció en una pieza chica en la que había tres literas, junto a Ida Vera Almarza (detenida desaparecida) y a Marta Neira.

## Operación Colombo
Meses después de la desaparición de Marta Neira, su nombre fue incluido en la nómina que publicó el diario brasileño "O'DIA" y la revista argentina “VEA”, que reprodujeron medios nacionales el 25 de julio de 1974, dando cuenta de supuestos enfrentamientos y en los cuales habrían muerto 119 chilenos. Ambas publicaciones fueron un montaje, los nombres que componían esta lista, corresponden todos a personas que fueron detenidas por la dictadura y que continúan desaparecidas. Marta Neira fue parte del listado de 119 chilenos que son parte del montaje comunicacional denominado Operación Colombo.

## Proceso judicial en dictadura
El 13 de diciembre de 1974 se interpuso un recurso de amparo por Marta Neira Muñoz ante la Corte de Apelaciones de Santiago, rol N.º 1574-74. En la presentación se relató la detención de Marta Neira y la de su madre. Durante la tramitación las distintas autoridades consultadas negaron la detención de la víctima. Sin mayores diligencias como sin ninguna investigación relativa a la detención de la madre, Amalia Muñoz, el 30 de abril de 1975 se rechazó el amparo.
El 2 de julio de 1975, Amalia Muñoz presentó una denuncia por arresto ilegal de su hija Marta Neira ante el 9.º Juzgado del Crimen de Santiago. Nuevamente se relató ante un Tribunal la aprehensión de la afectada y la situación vivida por su madre, como la detención de César Negrete Peña. Sin que se lograran resultados, el 27 de octubre de 1975, el proceso fue sobreseído temporalmente, confirmando la Corte de Apelaciones de Santiago esta resolución, el 9 de enero de 1976. El 28 de noviembre de 1979, Amalia Muñoz presentó una querella ante el ministro en Visita Servando Jordán López, designado en calidad de tal por la Corte Suprema para investigar los casos de detenciones seguidas de desaparecimientos denunciados en los distintos Juzgados del Crimen de Santiago. Se solicitó la reapertura del proceso anterior y se proporcionaron nuevos antecedentes relativos a la reclusión de Marta Neira.  El Ministro Jordán acogió a tramitación la querella y acumuló el proceso a la investigación que él realizaba por la desaparición de César Negrete Peña.  El 6 de marzo de 1980, compareció el exagente de la DINA Marcelo Moren Brito, el que expuso que Villa Grimaldi y Londres 38, eran sólo "un lugar de tránsito de detenidos y de fichaje y control de documentación para análisis de inteligencia". El 27 de julio de 1982, se sobreseyó temporalmente la causa por "no estar acreditada en autos la perpetración de los hechos denunciados".

## Informe Rettig
Familiares de Marta Neira presentaron su caso ante la Comisión Rettig, Comisión de Verdad que tuvo la misión de calificar casos de detenidos desaparecidos y ejecutados durante la dictadura. Sobre el caso de Marta Neira, el Informe Rettig señaló que:

“El día 9 de diciembre de 1974 fue detenida por agentes de la DINA, en la vía pública, en Santiago Marta Silvia Adela NEIRA MUÑOZ, vinculada al MIR. Horas más tarde los agentes ocuparon el domicilio de la detenida en las Torres San Borja y allí detuvieron a su conviviente César Arturo Emiliano NEGRETE PEÑA, también vinculado al MIR, y a otras dos personas que luego serán dejadas en libertad.
La pareja Negrete-Neira desapareció en poder de la DINA. Hay testigos que dan cuenta de la presencia de ambos en el recinto llamado Venda Sexy.
La Comisión está convencida de que la desaparición de ambos fue obra de agentes del Estado, quienes violaron así sus derechos humanos”.

## Proceso judicial en democracia
El caso de Marta Neira fue investigado por el ministro Leopoldo Llanos como parte del denominado caso “Episodio Villa Grimaldi-Cuaderno Principal” Rol N.º  2162-1998. El 27 de junio del 2014, el ministro Leopoldo Llanos dictó sentencia de primera instancia por la desaparición de 19 personas y por un ejecutado. El magistrado condenó a 13 exagentes de la Dirección de Inteligencia Nacional (DINA) por el delito de secuestro calificado de: Guillermo Roberto Beausire Alonso, Alan Bruce, Jaime Enrique Vásquez Sáenz, Manuel Antonio Carreño Navarro, Iván Carreño Aguilar, María Teresa Eltit, María Isabel Joui Petersen, Jacqueline Drouilly Yurich, Juan René Molina Mogollones, René Roberto Acuña Reyes, Carlos Alberto Carrasco Matus, Hugo Daniel Ríos Videla, Agustín Alamiro Martínez Meza, Juan Rodrigo Mac-Leod Treuer, María Julieta Ramírez Gallegos, Luis Jaime Palominos Rojas, Marta Neira Muñoz, César Arturo Emiliano Negrete Peña, Alejandro Juan Avalos Davidson y el homicidio calificado de Humberto Juan Carlos Menenteau Aceituno, todas víctimas que permanecieron detenidos en el recinto de Villa Grimaldi.
La sentencia condenó a los exagentes de la DINA a las siguientes penas: 
- Manuel Contreras Sepúlveda: prisión perpetua
- Pedro Espinoza Bravo: 20 años de prisión
- Marcelo Moren Brito: 7 años de prisión
- Rolf Wenderoth Pozo: 7 años de prisión
- Miguel Krassnoff Martchenko: 20 años de prisión
- Fernando Lauriani Maturana: 20 años de prisión
- Gerardo Godoy García: 20 años de prisión
- Ricardo Lawrence Mires: 20 años de prisión
- Basclay Zapata Reyes: 15 años y un día de prisión
- Manuel Carevic Cubillos: 15 años y un día de prisión
- Raúl Iturriaga Neumann: 15 años y un día de prisión
- César Manríquez Bravo: 15 años y un día de prisión
- Orlando Manzo Durán: 10 años y un día de prisión

La sentencia determinó que:

“todas las personas fueron detenidas por la DINA y permanecieron privados de libertad en uno o más de los recintos de detención y cuyos rastros se pierden desde esos lugares, sin que hasta la fecha los privados de libertad hayan tomado contacto con sus familiares, realizado gestiones administrativas ante organismos de Estado, registrado entradas o salidas del país, y sin que conste, tampoco, su defunción. En los casos de diez de ellos, sus nombres aparecieron en periódicos en noticias relativas a la "muerte de extremistas chilenos en el extranjero", montaje denominado "Operación Colombo" o "Casos de los 119".

En relación con el recinto de detención de Villa Grimaldi la sentencia señaló que:

“c) “Cuartel Terranova” o “Villa Grimaldi”, ubicado en Avenida José Arrieta N.º  8200 de la comuna de Peñalolén de la Región Metropolitana, que es el que concentró el mayor número de detenidos. Operaban, en este recinto clandestino de detención agrupaciones o brigadas y grupos operativos compuestos por un grupo de agentes de la Dirección de Inteligencia Nacional (DINA), con conocimiento del Director del organismo. Los primeros detenidos llegaron a mediados de 1974. En enero de 1975 “Villa Grimaldi” pasó a convertirse en el centro de operaciones de la Brigada de Inteligencia Metropolitana".

El 16 de septiembre de 2015 la Corte de Apelaciones de Santiago ratificó la sentencia de primera instancia dictada por el ministro Llanos por la desaparición de 19 personas y un ejecutado político. En fallo unánime la Sexta Sala ratificó las condenas efectivas para 11 exagentes de la DINA. La sentencia ratificó las penas en contra de los 11 exagentes. En los casos del exdirector de la DINA: Manuel Contreras Sepúlveda y el exagente Marcelo Moren Brito, se dictó su sobreseimiento por fallecimiento.
La Corte Suprema, el 22 de enero del 2016, ratificó la sentencia dictada en la investigación contenida en el cuaderno principal de la causa denominada: "Villa Grimaldi". En fallo dividido (causa rol 17887-2015), la Sala Penal –integrada por los ministros Milton Juica, Carlos Künsemüller, Lamberto Cisternas, Manuel Antonio Valderrama y Jorge Dahm– ratificó las penas a presidio efectivos de 11 exagentes de la DINA, por su responsabilidad en los 19 secuestros calificados y por un homicidio calificado. Resolución que se adoptó con el voto en contra del ministro Cisternas, quien fue partidario de acoger la prescripción gradual, pero solo respecto de los condenados Krassnoff Martchenko y Lauriani Maturana. En el aspecto civil, se confirmó que el Estado de Chile debe pagar una indemnización a familiares de las víctimas.